# Lancetnik
Lancetnik, szparoskrzelec lancetowaty (Branchiostoma lanceolatum) – zwierzę morskie zaliczane do bezczaszkowców.

## Budowa i tryb życia
Lancetnik ma bocznie spłaszczone ciało o długości kilku centymetrów (od 5 do 7 cm). Występuje w płytkich wodach morskich w Europie. Większość czasu spędza na wpół zagrzebany w gruboziarnistym piasku, tak że na zewnątrz wystaje tylko przednia część ciała.
Ciało lancetnika jest miękkie i półprzezroczyste. Powłokę ciała tworzy jednowarstwowy nabłonek walcowaty (cylindryczny), który jest pokryty licznymi rzęskami i leży na warstwie tkanki łącznej. Wśród komórek nabłonka rozrzucone są komórki czuciowe i śluzowe. Struna grzbietowa lancetnika różni się budową od struny kręgowców. Jest zbudowana z płaskich komórek ułożonych jedna za drugą i przypomina rulon monet. U kręgowców komórki tworzące strunę grzbietową mają układ nieregularny. Struna grzbietowa otoczona jest osłonką, która łączy się z otoczką obejmującą cewkę nerwową. Płetwa brzuszna lancetnika rozdwaja się, tworząc tzw. fałdy boczne (metapleuralne), które dochodzą do otworu gębowego. W miejscu rozdwojenia się płetwy brzusznej znajduje się otwór jamy okołoskrzelowej (otwór atrialny). Niedaleko za nim leży otwór odbytowy. Z przodu ciała (na stronie brzusznej) znajduje się otwór przedgębowy otoczony czułkami. Płetwy lancetnika (grzbietowa, ogonowa, brzuszna) są tak naprawdę fałdami spełniającymi jedynie funkcję typowych płetw występujących np. u ryb.

## Schemat budowy anatomicznej
1. pęcherzyk mózgowy
2. struna grzbietowa
3. cewka nerwowa
4. płetwa ogonowa
5. otwór odbytowy
6. układ pokarmowy
7. układ krwionośny
8. otwór odpływowy (z jamy okołogardzielowej)
9. jama okołogardzielowa
10. szczeliny skrzelowe
11. gardziel
12. jama gębowa
13. czułki (wąsy)
14. otwór przedgębowy
15. gonady (jajniki/jądra)
16. komórka światłoczuła
17. nerwy
18. fałd brzuszny
19. uchyłek wątrobowy

## Układ oddechowy
Układ oddechowy jest silnie powiązany z układem pokarmowym. Szczeliny skrzelowe w gardzieli są oddzielone łukami skrzelowymi.

## Układ pokarmowy
Układ pokarmowy zaczyna się otworem przedgębowym, otoczonym czułkami, które odcedzają zbyt duże obiekty. Otwór przedgębowy prowadzi do lejka przedgębowego. Na jego dnie znajduje się otwór, obramowany specjalną błoną – żagielkiem (velum), prowadzący do gardzieli, zajmującej prawie połowę długości lancetnika. Żagielek pełni rolę zwieracza. Gardziel przechodzi w krótkie, proste jelito, kończące się odbytem. Wzdłuż gardzieli, po spodniej stronie biegnie bruzda – endostyl, którego komórki wydzielają substancje bogate w jod, zlepiające cząstki pokarmowe. Wzdłuż części grzbietowej gardzieli znajduje się bruzda nadskrzelowa (epibranchialna), połączona z endostylem dwoma pasmami migawkowymi. Pokarm zlepiony śluzem przesuwany jest dzięki ruchom rzęsek. Od jelita ku przodowi – obok gardzieli wybiega ślepy wyrostek zwany uchyłkiem wątrobowym (lub wątrobą), pełniący podobne funkcje do wątrobotrzustki.

## Układ mięśniowy
Lancetnik ma wyraźnie zaznaczone miomery, czyli segmenty mięśniowe. Poprzedzielane są one łącznotkankowymi błoniastymi przegrodami – mioseptami. Miomery mają kształt litery V, zwróconej wierzchołkiem ku przodowi ciała. Miomery prawej i lewej strony ciała ułożone są w taki sposób, że miosepty jednych trafiają na połowy miomerów drugich. Dzięki temu lancetnik może się sprawnie poruszać. Mięśnie są poprzecznie prążkowane.

## Układ krążenia
Układ krążenia jest zamknięty i jednoobiegowy. Nie ma serca, a krew jest tłoczona przez niezależne skurcze naczyń krwionośnych. Krew jest bezbarwna i w niewielkim stopniu uczestniczy w transporcie tlenu. Rolę serca pełni tętniąca część naczynia brzusznego (zatoka żylna) i pulsujące rozszerzenie naczyń u podstaw przegród skrzelowych. W układzie krążenia lancetnika występuje układ wrotny wątrobotrzustki. Jest również obecny układ limfatyczny.
Od zatoki żylnej odchodzi tętnica brzuszna, znajdująca się pod endostylem. Płynie nią krew odtlenowana w kierunku przodu ciała. Od tętnicy brzusznej odchodzą ku górze liczne parzyste tętnice skrzelowe, zbierające się w dwóch tętnicach nadskrzelowych. Pod struną grzbietową znajduje się aorta grzbietowa (tętnica ogonowa). W tętnicach nadskrzelowych i aorcie grzbietowej płynie krew natleniona ku tyłowi ciała. Aorta grzbietowa daje wiele rozgałęzień unaczyniających przewód pokarmowy. Ich naczynia włosowate przechodzą w żylne naczynia włosowate, zbierające się w większe naczynia uchodzące do żyły podjelitowej. Żyła podjelitowa rozpada się w wątrobie na sieć naczyń krwionośnych. Z wątrobotrzustki odchodzi żyła wątrobowa uchodząca do zatoki żylnej. Krew z tylnej części ciała zbiera się w parzyste żyły główne tylne, a z przedniej w parzyste żyły główne przednie. Żyły główne przednie i tylne prawej i lewej strony ciała łączą się w dwa przewody Cuviera, wpadające do zatoki żylnej.

## Układ wydalniczy
W pobliżu części grzbietowej jelita znajdują się naczynia krwionośne oplecione wypustkami cyrtopodocytów. Komórki te mają jednocześnie właściwości komórek płomykowych (protonefrydiów). Ciśnienie krwi w naczyniach powoduje przesączanie się osocza przez błonę podstawną oddzielającą wypustki cyrtopodocytów od endothelium (śródbłonka) naczyń. Kolagenowa błona pełni funkcję filtra niepozwalającego na wpływ dużych cząsteczek z krwi poza naczynie. Przechodzą przez nią małocząsteczkowe związki tj. mocznik, ale nie białka.

## Układ nerwowy
Układ nerwowy zbudowany jest z cewki nerwowej, przebiegającej nad struną grzbietową. Odchodzą od niej nerwy, złożone z korzeni grzbietowych i brzusznych. Korzenie grzbietowe unerwiają ścianę ciała i narządy wewnętrzne, a brzuszne – miomery. Lancetnik nie ma mózgu, a jedynie niewielkie rozszerzenie cewki na przednim końcu ciała – tzw. pęcherzyk mózgowy. Nie ma też oczu, ale reaguje na światło dzięki tzw. oczkom Hessego, czyli skupiskom komórek światłoczułych porozrzucanych wzdłuż całej cewki nerwowej.

## Układ rozrodczy
Lancetnik rozmnaża się wyłącznie płciowo. Jest rozdzielnopłciowy. Organami rozrodczymi są jądra u samca i jajniki u samicy. Brak jest przewodów wyprowadzających komórki rozrodcze. Dojrzałe komórki płciowe wypadają do jamy okołoskrzelowej w wyniku pękania gonad, a następnie wydostają na zewnątrz przez otwór atrialny. Zapłodnienie u lancetnika jest zewnętrzne. Z zapłodnionego jaja wylęga się asymetryczna larwa pokryta urzęsionym nabłonkiem.